# Список астероїдів (19101—19200)
| Назва                                  | Тимчасове позначення | Дата відкриття    | Місце відкриття                 | Відкривач                         |
| -------------------------------------- | -------------------- | ----------------- | ------------------------------- | --------------------------------- |
| (19101) 1981 EV6                       | 1981 EV6             | 6 березня 1981    | Обсерваторія Сайдинг-Спрінг     | Ш. Дж. Бас                        |
| (19102) 1981 EH8                       | 1981 EH8             | 1 березня 1981    | Обсерваторія Сайдинг-Спрінг     | Ш. Дж. Бас                        |
| (19103) 1981 ER11                      | 1981 ER11            | 7 березня 1981    | Обсерваторія Сайдинг-Спрінг     | Ш. Дж. Бас                        |
| (19104) 1981 EY13                      | 1981 EY13            | 1 березня 1981    | Обсерваторія Сайдинг-Спрінг     | Ш. Дж. Бас                        |
| (19105) 1981 EB15                      | 1981 EB15            | 1 березня 1981    | Обсерваторія Сайдинг-Спрінг     | Ш. Дж. Бас                        |
| (19106) 1981 EV15                      | 1981 EV15            | 1 березня 1981    | Обсерваторія Сайдинг-Спрінг     | Ш. Дж. Бас                        |
| (19107) 1981 EU19                      | 1981 EU19            | 2 березня 1981    | Обсерваторія Сайдинг-Спрінг     | Ш. Дж. Бас                        |
| (19108) 1981 EV21                      | 1981 EV21            | 2 березня 1981    | Обсерваторія Сайдинг-Спрінг     | Ш. Дж. Бас                        |
| (19109) 1981 EZ23                      | 1981 EZ23            | 7 березня 1981    | Обсерваторія Сайдинг-Спрінг     | Ш. Дж. Бас                        |
| (19110) 1981 EF29                      | 1981 EF29            | 1 березня 1981    | Обсерваторія Сайдинг-Спрінг     | Ш. Дж. Бас                        |
| (19111) 1981 EM29                      | 1981 EM29            | 1 березня 1981    | Обсерваторія Сайдинг-Спрінг     | Ш. Дж. Бас                        |
| (19112) 1981 EN31                      | 1981 EN31            | 2 березня 1981    | Обсерваторія Сайдинг-Спрінг     | Ш. Дж. Бас                        |
| (19113) 1981 EB33                      | 1981 EB33            | 1 березня 1981    | Обсерваторія Сайдинг-Спрінг     | Ш. Дж. Бас                        |
| (19114) 1981 EP37                      | 1981 EP37            | 1 березня 1981    | Обсерваторія Сайдинг-Спрінг     | Ш. Дж. Бас                        |
| (19115) 1981 EM39                      | 1981 EM39            | 2 березня 1981    | Обсерваторія Сайдинг-Спрінг     | Ш. Дж. Бас                        |
| (19116) 1981 EZ40                      | 1981 EZ40            | 2 березня 1981    | Обсерваторія Сайдинг-Спрінг     | Ш. Дж. Бас                        |
| (19117) 1981 EL41                      | 1981 EL41            | 2 березня 1981    | Обсерваторія Сайдинг-Спрінг     | Ш. Дж. Бас                        |
| (19118) 1981 SD2                       | 1981 SD2             | 26 вересня 1981   | Станція Андерсон-Меса           | Норман Томас                      |
| 19119 Дімпна (Dimpna)                  | 1981 SG3             | 27 вересня 1981   | КрАО                            | Карачкіна Людмила Георгіївна      |
| 19120 Дороніна (Doronina)              | 1983 PM1             | 6 серпня 1983     | КрАО                            | Карачкіна Людмила Георгіївна      |
| (19121) 1985 CY1                       | 1985 CY1             | 12 лютого 1985    | Обсерваторія Ла-Сілья           | Анрі Дебеонь                      |
| 19122 Amandabosh                       | 1985 VF1             | 7 листопада 1985  | Станція Андерсон-Меса           | Едвард Бовелл                     |
| 19123 Stephenlevine                    | 1986 TP1             | 7 жовтня 1986     | Станція Андерсон-Меса           | Едвард Бовелл                     |
| (19124) 1986 TH3                       | 1986 TH3             | 4 жовтня 1986     | Обсерваторія Клеть              | Антонін Мркос                     |
| (19125) 1987 CH                        | 1987 CH              | 2 лютого 1987     | Обсерваторія Ла-Сілья           | Ерік Вальтер Ельст                |
| 19126 Оттоган (Ottohahn)               | 1987 QW              | 22 серпня 1987    | Обсерваторія Карла Шварцшильда  | Ф. Бернґен                        |
| 19127 Olegefremov                      | 1987 QH10            | 26 серпня 1987    | КрАО                            | Карачкіна Людмила Георгіївна      |
| (19128) 1987 YR1                       | 1987 YR1             | 17 грудня 1987    | Обсерваторія Ла-Сілья           | Ерік Вальтер Ельст, Ґвідо Пізарро |
| 19129 Лоос (Loos)                      | 1988 AL1             | 10 січня 1988     | Обсерваторія Клеть              | Антонін Мркос                     |
| 19130 Тітгат (Tytgat)                  | 1988 CG2             | 11 лютого 1988    | Обсерваторія Ла-Сілья           | Ерік Вальтер Ельст                |
| (19131) 1988 CY3                       | 1988 CY3             | 13 лютого 1988    | Обсерваторія Ла-Сілья           | Ерік Вальтер Ельст                |
| 19132 Le Clezio                        | 1988 CL4             | 13 лютого 1988    | Обсерваторія Ла-Сілья           | Ерік Вальтер Ельст                |
| (19133) 1988 PC2                       | 1988 PC2             | 7 серпня 1988     | Обсерваторія Клеть              | Зденька Ваврова                   |
| (19134) 1988 TQ1                       | 1988 TQ1             | 15 жовтня 1988    | Обсерваторія Ґекко              | Йошіакі Ошіма                     |
| (19135) 1988 XQ                        | 1988 XQ              | 3 грудня 1988     | Обсерваторія Кітамі             | Кін Ендате, Кадзуро Ватанабе      |
| 19136 Штрассман (Strassmann)           | 1989 AZ6             | 10 січня 1989     | Обсерваторія Карла Шварцшильда  | Ф. Бернґен                        |
| 19137 Копіапо (Copiapo)                | 1989 CP2             | 4 лютого 1989     | Обсерваторія Ла-Сілья           | Ерік Вальтер Ельст                |
| (19138) 1989 EJ1                       | 1989 EJ1             | 10 березня 1989   | Тойота                          | Кендзо Судзукі, Тошімата Фурута   |
| 19139 Апіа (Apian)                     | 1989 GJ8             | 6 квітня 1989     | Обсерваторія Карла Шварцшильда  | Ф. Бернґен                        |
| 19140 Янсміт (Jansmit)                 | 1989 RJ2             | 2 вересня 1989    | Паломарська обсерваторія        | Керолін Шумейкер, Юджин Шумейкер  |
| (19141) 1989 SB4                       | 1989 SB4             | 26 вересня 1989   | Обсерваторія Ла-Сілья           | Ерік Вальтер Ельст                |
| (19142) 1989 SU4                       | 1989 SU4             | 26 вересня 1989   | Обсерваторія Ла-Сілья           | Ерік Вальтер Ельст                |
| (19143) 1989 SA10                      | 1989 SA10            | 26 вересня 1989   | Обсерваторія Ла-Сілья           | Анрі Дебеонь                      |
| (19144) 1989 UP1                       | 1989 UP1             | 28 жовтня 1989    | Обсерваторія Кані               | Йосікане Мідзуно, Тошімата Фурута |
| (19145) 1989 YC                        | 1989 YC              | 25 грудня 1989    | Кйонська обсерваторія           | Дж. Баур                          |
| (19146) 1989 YY                        | 1989 YY              | 30 грудня 1989    | Обсерваторія Сайдинг-Спрінг     | Роберт Макнот                     |
| (19147) 1989 YV4                       | 1989 YV4             | 30 грудня 1989    | Обсерваторія Сайдинг-Спрінг     | Роберт Макнот                     |
| 19148 Аляска (Alaska)                  | 1989 YA5             | 28 грудня 1989    | Обсерваторія Верхнього Провансу | Ерік Вальтер Ельст                |
| 19149 Боккаччо (Boccaccio)             | 1990 EZ2             | 2 березня 1990    | Обсерваторія Ла-Сілья           | Ерік Вальтер Ельст                |
| (19150) 1990 HY                        | 1990 HY              | 26 квітня 1990    | Паломарська обсерваторія        | Е. Гелін                          |
| (19151) 1990 KD1                       | 1990 KD1             | 20 травня 1990    | Обсерваторія Сайдинг-Спрінг     | Роберт Макнот                     |
| (19152) 1990 OB5                       | 1990 OB5             | 27 липня 1990     | Паломарська обсерваторія        | Генрі Гольт                       |
| (19153) 1990 QB3                       | 1990 QB3             | 28 серпня 1990    | Паломарська обсерваторія        | Генрі Гольт                       |
| (19154) 1990 QX4                       | 1990 QX4             | 24 серпня 1990    | Паломарська обсерваторія        | Генрі Гольт                       |
| 19155 Лайфсон (Lifeson)                | 1990 SX3             | 22 вересня 1990   | Паломарська обсерваторія        | Браян Роман                       |
| 19156 Heco                             | 1990 SE4             | 20 вересня 1990   | Обсерваторія Ґейсей             | Тсутому Секі                      |
| (19157) 1990 SS6                       | 1990 SS6             | 22 вересня 1990   | Обсерваторія Ла-Сілья           | Ерік Вальтер Ельст                |
| (19158) 1990 SN7                       | 1990 SN7             | 22 вересня 1990   | Обсерваторія Ла-Сілья           | Ерік Вальтер Ельст                |
| (19159) 1990 TT                        | 1990 TT              | 10 жовтня 1990    | Обсерваторія Кітамі             | Кін Ендате, Кадзуро Ватанабе      |
| (19160) 1990 TC1                       | 1990 TC1             | 15 жовтня 1990    | Обсерваторія Кітамі             | Кін Ендате, Кадзуро Ватанабе      |
| (19161) 1990 TQ1                       | 1990 TQ1             | 15 жовтня 1990    | Обсерваторія Ґейсей             | Тсутому Секі                      |
| 19162 Вамбсґанс (Wambsganss)           | 1990 TZ1             | 10 жовтня 1990    | Обсерваторія Карла Шварцшильда  | Лутц Шмадель, Ф. Бернґен          |
| (19163) 1990 WE5                       | 1990 WE5             | 16 листопада 1990 | Обсерваторія Ла-Сілья           | Ерік Вальтер Ельст                |
| (19164) 1991 AU1                       | 1991 AU1             | 12 січня 1991     | Паломарська обсерваторія        | Е. Гелін                          |
| (19165) 1991 CD                        | 1991 CD              | 4 лютого 1991     | Обсерваторія Кітамі             | Кін Ендате, Кадзуро Ватанабе      |
| (19166) 1991 EY1                       | 1991 EY1             | 7 березня 1991    | Обсерваторія Ла-Сілья           | Анрі Дебеонь                      |
| (19167) 1991 ED2                       | 1991 ED2             | 9 березня 1991    | Обсерваторія Ла-Сілья           | Анрі Дебеонь                      |
| (19168) 1991 EO5                       | 1991 EO5             | 14 березня 1991   | Обсерваторія Ла-Сілья           | Анрі Дебеонь                      |
| (19169) 1991 FD                        | 1991 FD              | 17 березня 1991   | Паломарська обсерваторія        | Е. Гелін                          |
| (19170) 1991 FH                        | 1991 FH              | 18 березня 1991   | Обсерваторія Сайдинг-Спрінг     | Роберт Макнот                     |
| (19171) 1991 FS                        | 1991 FS              | 17 березня 1991   | Фудзієда                        | Х. Шіодзава, М. Кідзава           |
| (19172) 1991 FC4                       | 1991 FC4             | 22 березня 1991   | Обсерваторія Ла-Сілья           | Анрі Дебеонь                      |
| 19173 Вірджиніятерезе (Virginiaterese) | 1991 GE2             | 15 квітня 1991    | Паломарська обсерваторія        | Керолін Шумейкер, Юджин Шумейкер  |
| (19174) 1991 NS6                       | 1991 NS6             | 11 липня 1991     | Обсерваторія Ла-Сілья           | Анрі Дебеонь                      |
| (19175) 1991 PP2                       | 1991 PP2             | 2 серпня 1991     | Обсерваторія Ла-Сілья           | Ерік Вальтер Ельст                |
| (19176) 1991 PK3                       | 1991 PK3             | 2 серпня 1991     | Обсерваторія Ла-Сілья           | Ерік Вальтер Ельст                |
| (19177) 1991 PJ11                      | 1991 PJ11            | 9 серпня 1991     | Паломарська обсерваторія        | Генрі Гольт                       |
| 19178 Вальтерботе (Walterbothe)        | 1991 RV2             | 9 вересня 1991    | Обсерваторія Карла Шварцшильда  | Ф. Бернґен, Лутц Шмадель          |
| (19179) 1991 RK8                       | 1991 RK8             | 12 вересня 1991   | Паломарська обсерваторія        | Генрі Гольт                       |
| (19180) 1991 RK16                      | 1991 RK16            | 15 вересня 1991   | Паломарська обсерваторія        | Генрі Гольт                       |
| (19181) 1991 SD1                       | 1991 SD1             | 30 вересня 1991   | Обсерваторія Сайдинг-Спрінг     | Роберт Макнот                     |
| 19182 Пітц (Pitz)                      | 1991 TX2             | 7 жовтня 1991     | Обсерваторія Карла Шварцшильда  | Лутц Шмадель, Ф. Бернґен          |
| 19183 Аматі (Amati)                    | 1991 TB5             | 5 жовтня 1991     | Обсерваторія Карла Шварцшильда  | Ф. Бернґен, Лутц Шмадель          |
| (19184) 1991 TB6                       | 1991 TB6             | 6 жовтня 1991     | Обсерваторія Клеть              | Антонін Мркос                     |
| 19185 Ґварнері (Guarneri)              | 1991 TL13            | 4 жовтня 1991     | Обсерваторія Карла Шварцшильда  | Ф. Бернґен                        |
| (19186) 1991 VY1                       | 1991 VY1             | 5 листопада 1991  | Паломарська обсерваторія        | Е. Гелін                          |
| (19187) 1991 VU2                       | 1991 VU2             | 4 листопада 1991  | Обсерваторія Кійосато           | Сатору Отомо                      |
| 19188 Dittebesard                      | 1991 YT              | 30 грудня 1991    | Обсерваторія Верхнього Провансу | Ерік Вальтер Ельст                |
| 19189 Страдіварі (Stradivari)          | 1991 YE1             | 28 грудня 1991    | Обсерваторія Карла Шварцшильда  | Ф. Бернґен                        |
| 19190 Моріхіроші (Morihiroshi)         | 1992 AM1             | 10 січня 1992     | Окутама                         | Цуному Хіокі, Шудзі Хаякава       |
| (19191) 1992 DT2                       | 1992 DT2             | 23 лютого 1992    | Обсерваторія Кітт-Пік           | Spacewatch                        |
| (19192) 1992 DY5                       | 1992 DY5             | 29 лютого 1992    | Обсерваторія Ла-Сілья           | UESAC                             |
| (19193) 1992 DK6                       | 1992 DK6             | 29 лютого 1992    | Обсерваторія Ла-Сілья           | UESAC                             |
| (19194) 1992 DG7                       | 1992 DG7             | 29 лютого 1992    | Обсерваторія Ла-Сілья           | UESAC                             |
| (19195) 1992 DM7                       | 1992 DM7             | 29 лютого 1992    | Обсерваторія Ла-Сілья           | UESAC                             |
| (19196) 1992 DQ7                       | 1992 DQ7             | 29 лютого 1992    | Обсерваторія Ла-Сілья           | UESAC                             |
| 19197 Akasaki                          | 1992 EO              | 6 березня 1992    | Обсерваторія Ґейсей             | Тсутому Секі                      |
| (19198) 1992 ED8                       | 1992 ED8             | 2 березня 1992    | Обсерваторія Ла-Сілья           | UESAC                             |
| (19199) 1992 FL3                       | 1992 FL3             | 26 березня 1992   | Обсерваторія Кітт-Пік           | Spacewatch                        |
| (19200) 1992 GU2                       | 1992 GU2             | 4 квітня 1992     | Обсерваторія Ла-Сілья           | Ерік Вальтер Ельст                |

| ← Астероїди 10001—20000 → |             |             |             |             |             |             |             |             |             |
| 10001—10100               | 11001—11100 | 12001—12100 | 13001—13100 | 14001—14100 | 15001—15100 | 16001—16100 | 17001—17100 | 18001—18100 | 19001—19100 |
| 10101—10200               | 11101—11200 | 12101—12200 | 13101—13200 | 14101—14200 | 15101—15200 | 16101—16200 | 17101—17200 | 18101—18200 | 19101—19200 |
| 10201—10300               | 11201—11300 | 12201—12300 | 13201—13300 | 14201—14300 | 15201—15300 | 16201—16300 | 17201—17300 | 18201—18300 | 19201—19300 |
| 10301—10400               | 11301—11400 | 12301—12400 | 13301—13400 | 14301—14400 | 15301—15400 | 16301—16400 | 17301—17400 | 18301—18400 | 19301—19400 |
| 10401—10500               | 11401—11500 | 12401—12500 | 13401—13500 | 14401—14500 | 15401—15500 | 16401—16500 | 17401—17500 | 18401—18500 | 19401—19500 |
| 10501—10600               | 11501—11600 | 12501—12600 | 13501—13600 | 14501—14600 | 15501—15600 | 16501—16600 | 17501—17600 | 18501—18600 | 19501—19600 |
| 10601—10700               | 11601—11700 | 12601—12700 | 13601—13700 | 14601—14700 | 15601—15700 | 16601—16700 | 17601—17700 | 18601—18700 | 19601—19700 |
| 10701—10800               | 11701—11800 | 12701—12800 | 13701—13800 | 14701—14800 | 15701—15800 | 16701—16800 | 17701—17800 | 18701—18800 | 19701—19800 |
| 10801—10900               | 11801—11900 | 12801—12900 | 13801—13900 | 14801—14900 | 15801—15900 | 16801—16900 | 17801—17900 | 18801—18900 | 19801—19900 |
| 10901—11000               | 11901—12000 | 12901—13000 | 13901—14000 | 14901—15000 | 15901—16000 | 16901—17000 | 17901—18000 | 18901—19000 | 19901—20000 |